# جون بيرغ (محقق)
جون غراهام بيرغ (20 كانون الأول 1947 - 19 أيلول 2018) محقق في الشرطة الأمريكية وضابط في إدارة شرطة شيكاغو، اتُهم بتعذيب أكثر من 200 من المشتبه بهم جنائياً بين عامي 1972 و1991 من أجل إجبارهم على الاعتراف.
بيرغ الذي كان من المحاربين القدماء في جيش الولايات المتحدة خدم في كوريا الجنوبية وفيتنام. وعندما عاد إلى الجانب الجنوبي من شيكاغو بدأ حياته المهنية بصفة شرطي في المدينة إلى أن أصبح ضابطاً. في أعقاب إطلاق النار على العديد من مسؤولي إنفاذ القانون في شيكاغو عام 1982، حصلت الشرطة على اعترافات ساهمت في إدانة شخصين. رفع أحد المدانين دعوى مدنية في عام 1989ضد بيرغ وضباط آخرين وضد المدينة، بسبب تعرضه للتعذيب والتستر من قبل الشرطة على ذلك، لكن بُرئ بيرغ في عام 1989 بسبب تعليق أعمال هيئة المحلفين. لكنه أوقف عن العمل في قسم شرطة شيكاغو في عام 1991 وطُرد في عام 1993.
في عام 2002 كشفت مراجعة استمرت لأربع سنوات عن العديد من الجرائم التي يمكن إدانتها وغيرها من المخالفات، ولكن لم تقدم أي لائحة اتهام ضد بيرغ أو ضباطه، حيث انتهت مدة الإدانة وفقاً لقانون التقادم على الجرائم. في عام 2003 أصدر الحاكم جورج ريان عفواً عن أربع من ضحايا بيرغ الذين كانوا ينتظرون تنفيذ حكم الإعدام، فقد كانت إداناتهم تستند إلى اعترافات بالإكراه.
في عام 2008 اتهم باتريك فيتزجيرالد محامي الولايات المتحدة لشمال إلينوي بيرغ بعرقلة العدالة بسبب شهادة زور في دعوى مدنية ضده عام 1989 بسبب الأضرار الناجمة عن التعذيب المزعوم. أُدين بيرغ في جميع التهم الموجهة إليه في 28 حزيران عام 2010، وحُكم عليه بالسجن لمدة أربع سنوات ونصف في السجن الفيدرالي في 21 كانون الثاني عام 2011. وقد أُطلق سراحه في تشرين الأول عام 2014.

## النشأة
نشأ بيرغ في منطقة مجتمع ساوث ديرينغ على الجانب الجنوبي الشرقي من شيكاغو، وقد كان ثاني أكبر أبناء فلويد وإثيل بيرغ. كان والده فلويد عاملاً من ذوي الياقات الزرقاء من أصل نرويجي، وكانت إثيل كاتبة موضة طموحة من أصول أوروبية غربية مختلطة. التحق بيرغ بمدرسة بوين الثانوية، حيث أبدى اهتمامه بفيلق تدريب ضباط الاحتياط المبتدئين في المدرسة (JROTC). تعرض هناك لتدريبات عسكرية وأسلحة وتعرف على القيادة والتاريخ العسكري.
التحق بجامعة ميسوري لكنه ترك الدراسة بعد فصل دراسي واحد، ما أنهى مسودة تأجيله العسكري. بعدها عاد إلى شيكاغو للعمل كعامل تخزين في سلسلة متاجر الجوهرة في عام 1966.
في حزيران عام 1966 التحق بيرغ باحتياطي الجيش وبدأ ست سنوات من الخدمة، تتضمن سنتين من الخدمة الفعلية. قضى ثمانية أسابيع في مدرسة للشرطة العسكرية في جورجيا. وتلقى بعض التدريب في فورت بينينغ جورجيا حيث تعلم أساليب الاستجواب. تطوع للخدمة في حرب فيتنام، ولكن بدلاً من ذلك عُيّن كنائب مدرب، كما خدم كنائب في كوريا الجنوبية أيضاً، حصل خلالها على خمس رسائل تقدير من رؤسائه. في 18 حزيران عام 1968 تطوع بيرغ للعمل في فيتنام للمرة الثانية، وكُلف وقتها بالخدمة لصالح شركة الشرطة العسكرية التاسعة التابعة لفرقة المشاة التاسعة. وقدم تقاريره  إلى مقر الفرقة حيث تم تكليفه بتوفير الأمن كرقيب في معسكر قاعدة الفرقة التابع له، والذي سمي بدونغ تام من قبل ويليام ويستمورلاند. وصف بيرغ فترة خدمته في جهاز الشرطة العسكرية بأنه الوقت الذي يقضيه في حراسة القوافل وتوفير الأمن لقواعد الدعم الأمامية والإشراف على الأمن لمعسكر القاعدة المركزي في دونغ تام، كما خدم فترة كمحقق قائد في الشرطة.
خلال خدمته العسكرية حصل بيرغ على نجمة برونزية وقلب أرجواني وصليب غالانتري الفيتنامي واثنتين من ميداليات الثناء العسكري عن الشجاعة بسبب مساعدته في سحب المصابين إلى بر الأمان أثناء تعرضهم للنيران. ادعى بيرغ أنه لا علم له ولم يتورط في استجواب الأسرى أو الوحشية أو التعذيب في فيتنام. تسرح بيرغ بشرف من الجيش في 25 أب عام 1969.

## مهنة الشرطة
أصبح بيرغ شرطياً في مارس من عام 1970 وكان في سن 22 على الجانب الجنوبي من شيكاغو. وخلال 20 عاماً من الخدمة حصل على 13 تقديراً ورسالة شكر من وزارة العدل. في مايو عام 1972 تمت ترقيته إلى محقق، وتم تكليفه بقضية سرقة المنطقة 2 (منطقة بولمان).
من عام 1981 إلى عام 1986 شغل منصب قائد وحدة الجرائم العنيفة في المنطقة 2 حتى تمت ترقيته إلى قائد وحدة القنابل والحرائق في عام 1986.
في عام 1988 أصبح بيرغ قائد المحققين في المنطقة 3 (برايتون بارك).

## التعذيب
وفقاً لصحيفة الغارديان بين عامي 1972 و1991 فإن بيرغ «إما قد شارك مباشرة أو وافق ضمنياً على تعذيب» ما يزيد عن 118 شخصاً في حجز الشرطة. ذكر المدعون الفيدراليون أن استخدام بيرغ للتعذيب بدأ في عام 1972. كان بيرغ قائداً لمجموعة من ضباط الشرطة المعروفين باسم «طاقم منتصف الليل»، الذين أساؤوا معاملة المشتبه بهم لإكراههم على الاعترافات. كما ذكر المدعون الفيدراليون أن «طاقم منتصف الليل» استخدم أساليب التعذيب بما في ذلك الضرب والخنق والحرق والصدمة الكهربائية للأعضاء التناسلية إضافةً لأمور أخرى.

## الرد على إطلاق النار على الشرطة عام 1982
وقعت أبرز الأحداث المتعلقة بانتهاكاته في شتاء عام 1982. في فبراير حصلت العديد من حوادث إطلاق النار ضد ضباط إنفاذ القانون في الجانب الجنوبي من شيكاغو أصيب خلالها اثنان من ضباط مكتب الشريف في مقاطعة كوك كما أصيب ضابط شرطة مبتدئ في شيكاغو وقُتل على حافلة نقل في 5 فبراير.
في 9 شباط 1982 أمسك أحد الأشخاص في الشارع بسلاح ضابط شرطة وأطلق الرصاص على كل من الضابط وشريكه وقتلهما. وقع هذا الحادث الأخير ضمن اختصاص بيرغ، فقد كان ملازماً وضابطاً قيادياً في المنطقة 2.
كان بيرغ مندفعاً لإلقاء القبض على المسؤولين وقام بجهد كبير لمطاردة المشتبه بهم والقبض عليهم. زُعم أن إجراءات الاستجواب الأولية شملت إطلاق النار على الحيوانات الأليفة الخاصة بالمشتبه بهم، وقيّد المشتبهين إلى أغراض ثابتة لأيام كاملة، ووجه السلاح إلى رؤوس قاصرين. كان جيسي جاكسون وهو المتحدث باسم منظمة عملية بوش وصحيفة شيكاغو ديفندر وضباط شرطة شيكاغو السود جميعًا غاضبين. وصف رينو روبنسون رئيس رابطة الشرطة الأفرو - أمريكية في شيكاغو عملية الاعتقال بأنها «عمل قذر من الشرطة، وهي مسألة عنصرية». وقد اشتكى جاكسون من أن المجتمع الأسود محاصر بموجب الأحكام العرفية. ألقت الشرطة القبض على المشتبه بهم في جرائم القتل في 9 شباط من خلال تحديد هوية المشتبه بهم الآخرين. تم التعرف على تيرون سيمز دونالد «كوجاك» وايت بأنه مطلق النار، وكان كوجك مرتبطاً بأندرو وجاكي ويلسون من خلال ارتكابهم عملية سطو مشتركة في وقت سابق يوم القتل.

## تعذيب أندرو ويلسون
قُبض على أندرو ويلسون في صباح يوم 14 فبراير عام 1982 لقتله ضابطي الشرطة الأخيرين. وبحلول نهاية اليوم اقتادته الشرطة ونقل إلى مستشفى ميرسي والمركز الطبي مع جروح في أجزاء مختلفة من رأسه، بما في ذلك وجهه وكدمات في الصدر وحروق في الفخذ من الدرجة الثانية. تم توثيق أكثر من عشرة إصابات على أنها حدثت بينما كان ويلسون في حجز الشرطة.
اعترف كل من أندرو ويلسون وشقيقه جاكي بالمشاركة في إطلاق النار الذي تسبب بمقتل ضباط الشرطة في 9 فبراير. أرسل الضابط الطبي الذي رأى أندرو ويلسون مذكرة إلى ريتشارد م. دالي، ثم إلى محامي الولاية في مقاطعة كوك، يطلب فيها التحقيق في قضيته للاشتباه في وحشية الشرطة.

## المحاكمات الجنائية
خلال محاكمة استمرت لأسبوعين في عام 1983 أدين أندرو ويلسون بجرائم القتل وحكم عليه بالإعدام. كما أدين شقيقه جاكي كشريك له وحكم عليه بالسجن مدى الحياة. واستأنف كلاهما الحكم. في عام 1985 ألغت محكمة الاستئناف في إلينوي إدانة جاكي ويلسون لأن حقه في التزام الصمت لم توضحه الشرطة بشكل صحيح.
لم تكن قضية أندرو ويلسون قابلة للمراجعة على نفس الأساس من قبل محكمة الاستئناف بسبب الحكم عليه بالإعدام، وتم توجيهها مباشرة إلى محكمة إلينوي العليا. في أبريل 1987 نقضت المحكمة العليا إدانة أندرو بحكم مفاده أن اعترافه قد أخذ قسراً منه تحت التعذيب. وأمرت بإجراء محاكمة جديدة.
في تشرين الأول عام 1987 قضت محكمة الاستئناف كذلك بأن جاكي ويلسون كان يجب أن يحاكم بمعزل عن أخيه. وقد أدين كشريك في الجريمة في محاكمته الثانية. كما قضت المحكمة بأن الأدلة ضد أندرو ويلسون قد قُبلت بشكل غير صحيح في محاكمته بتهمة القتل.
أُحيلت قضيته إلى المحكمة الابتدائية لإعادة المحاكمة. أدين أندرو ويلسون في محاكمته الثانية في يونيو عام 1988. وبعد خمسة أيام من المداولات لم تتمكن هيئة المحلفين من الاتفاق على أهلية ويلسون لعقوبة الإعدام، أيدت عشر نساء فرض هذا الحكم وعارضه رجلان. في الشهر التالي حُكم على أندرو ويلسون بالسجن مدى الحياة.